# Ocotea leucoxylon
Ocotea leucoxylon là loài thực vật có hoa trong họ Nguyệt quế. Loài này được (Sw.) Laness. miêu tả khoa học đầu tiên năm 1886.